# Belitung
Belitung (indonez. Pulau Belitung, ang. Billiton) – wyspa w Indonezji w prowincji Wyspy Bangka i Belitung.
Leży pomiędzy Sumatrą a Borneo; od północy oblewa ją Morze Południowochińskie; od południa Morze Jawajskie; od zachodu cieśnina Gaspar oddzielająca od wyspy Bangka; od wschodu cieśnina Karimata oddzielająca od Borneo. Otoczona przez 189 mniejszych wysp. Powierzchnia 4833 km²; pagórkowata (najwyższe wzniesienie Gunung Tajam 510 m n.p.m.); niegdyś cała porośnięta lasem równikowym, obecnie ponad 40% powierzchni zajmują plantacje palmy olejowej. Część powierzchni została zdewastowana wskutek eksploatacji złóż cyny. Piękne piaszczyste plaże.
Ludność 205 tys. mieszkańców (1998), przeważają Malajowie. Główne miasta Tanjung Pandan, Manggar. Uprawa palmy olejowej, palmy kokosowej, pieprzu, kawy, kauczukowca; wydobycie cyny, kaolinu, kwarcu i skał granitowych.

## Historia
Od VII w. należała do królestwa Srivijaya, od X w. do imperium Majapahit; od XVI w. do sułtanatu Palembang. Od 1812 r. posiadłość brytyjska, w 1824 r. przekazana na mocy układu londyńskiego Holendrom; którzy rozpoczęli wydobycie cyny. Od 1950 r. należy do Indonezji.